# Lubuk Batu Tinggal
Lubuk Batu Tinggal is een bestuurslaag in het regentschap Indragiri Hulu van de provincie Riau, Indonesië. Lubuk Batu Tinggal telt 2289 inwoners (volkstelling 2010).